# Walter Leiser
Walter Hansruedi Leiser-Schlachter (* 4. Mai 1931 in Zürich; † 9. Dezember 2023 in Thalwil) war ein Schweizer Ruderer, der 1952 als Steuermann die olympische Silbermedaille im Vierer mit Steuermann gewann.

## Werdegang
Walter Leiser startete für den RC Thalwil. Zusammen mit Enrico Bianchi, Karl Weidmann, Émile Ess und Heinrich Scheller gewann er mit dem Schweizer Vierer bei der olympischen Ruderregatta 1952 in Meilahti, einem Stadtteil von Helsinki, seinen Vorlauf, unterlag aber im Halbfinal dem tschechoslowakischen Boot. Im Hoffnungslauf trafen die Schweizer auf das italienische Boot, in dem allerdings nur noch ein Europameister des Vorjahres sass. Die Schweizer siegten mit über drei Sekunden Vorsprung und zogen in den Final ein. Dort erwiesen sich die Tschechoslowaken als überlegen, drei Sekunden hinter ihnen gewannen die Schweizer den Kampf um Silber gegen das Boot aus den Vereinigten Staaten.
Im folgenden Jahr siegten die Tschechoslowaken auch bei der Europameisterschaft in Kopenhagen, hinter dem sowjetischen Boot gewannen die Schweizer die Bronzemedaille. 1954 wechselten Bianchi, Weidmann, Ess und Scheller in den Vierer ohne Steuermann. Leiser trat mit einem neuen Vierer um Hansruedi Scheller bei der Europameisterschaft 1954 in Amsterdam an, erreichte dort aber nicht den Endlauf.